# اهرا-لسین
اهرا-لسین (به آلمانی: Ehra-Lessien) یک شهر در آلمان است که در نیدرزاکسن واقع شده‌است.

## خصوصیات
اهرا-لسین ۱٬۶۲۰ نفر جمعیت دارد.